# علي أكبر عبد الرشيدي
علي أكبر ألراشيدي (الفارسية: علی‌اکبر عبدالرشیدی) (ولد في 9 يوليو 1949 في كرمان) مفكر، صحفي،  كاتب، رحالة، مترجم، ومحاضر جامعي إيراني. خلال حياته المهنية الطويلة كصحفي، أجرى عبد الرشيدي المئات من المقابلات التلفزيونية مع شخصيات دولية بارزة، مثل فيدل كاسترو وراجيف غاندي ومعمر القذافي. خلال معظم حياته المهنية، عمل عبد الرشيدي في إذاعة جمهورية إيران الإسلامية (IRIB).

## بداية المسيرة المهنية
بدأ عبد الرشيدي مسيرته المهنية في أوائل الستينيات، بينما كان لا يزال مراهقًا. عندها بدأ العمل في محطة إذاعية في كرمان. بعد ذلك، انضم إلى شبكة الإذاعة الوطنية كباحث، يعمل في برنامج أسبوعي عن الفولكلور.

## الصحافة
عندما أصبح مختصاً في اللغة الإنجليزية، انضم إلى قسم الأخبار والأحداث الجارية وعمل كمترجم وكالات أنباء. بعد سبع سنوات، أصبح مراسل إذاعة جمهورية إيران الإسلامية في لندن سنة 1980. بعد عام، عاد إلى إيران في مقر الإذاعة في طهران، حيث ترأس مكتب الأخبار الأجنبية وسافر حول العالم لتغطية الأحداث الجارية في الأمم المتحدة وأوبك وغيرها من المنظمات الدولية.
في عام 1984، عاد عبد الرشيدي إلى لندن كمراسل بريطاني وأوروبي. قام بتغطية العديد من الأحداث التاريخية مثل سقوط جدار برلين وانهيار الاتحاد السوفيتي وتشكيل الاتحاد الأوروبي.

## الأعمال
قام عبد الرشيدي بزيارة 40 دولة وكتب وترجم ما مجموعه عشرين كتابًا، (في 2012) وهو مؤلف مئات المقالات والمقالات. وهو مصور هاوٍ يعرض بعض أعماله على الإنترنت.

## الجوائز
حصل عبد الرشيدي على العديد من الجوائز لعمله كصحفي. ومن أهم جوائزه جائزة مؤسسة هوسو بونكا اليابانية الأفضل لفيلم وثائقي يدعى «هجران» أو Dislocation. يتناول هذا الفيلم الوثائقي «محنة المهاجرين الآسيويين». يكشف فيلم «هجران» عن معاناة أولئك المهاجرين الذين يتجهون إلى حياة سعيدة غير معروفة، بعد مغادرة وطنهم وأفراد عائلاتهم وخلفياتهم. للوصول إلى الأرض الجديدة بحياة جديدة، وجدوا الأمر مختلفًا تمامًا عما كانوا يتخيلون.